# Callosio
Il callosio è un polisaccaride di origine vegetale, che espleta una particolare funzione strutturale nel tessuto floematico delle piante vascolari.
È un polimero del beta-glucosio caratterizzato da proprietà simili a quelle della cellulosa e dell'emicellulosa, che dà origine a strutture dalla forma di "manicotti" attorno ai canali della placca cribrosa delle piante e, nei periodi di letargo invernale, ha il compito di ostruire completamente l'orifizio degli stessi impedendo il flusso di linfa lungo il tessuto conduttore. Al momento del risveglio vegetativo, il callosio viene parzialmente idrolizzato per liberare nuovamente i canali vascolari.
Recenti studi sembrano inoltre indicare che tale polisaccaride potrebbe avere un ruolo importante nella riparazione dei danni conseguiti dalla parete cellulare dei tubi cribrosi bloccando, assieme all'ausilio di una proteina mucillaginosa nota come "proteina p" (dall'inglese phloem protein) particolarmente abbondante nelle angiosperme dicotiledoni ed anche in alcune monocotiledoni, le possibili e problematiche fuoriuscite di linfa elaborata dal vaso.